# Formule 3000 v roce 1996
Formule 3000 v roce 1996 byla dvanáctým ročníkem disciplíny Formule 3000. Uskutečnilo se 10 Velkých cen této formule a mistrem světa se stal německý jezdec Jorg Müller s vozem Lola T96/50.

## Pravidla
Boduje prvních 6 jezdců podle klíče:
- První - 9 bodů
- Druhý - 6 bodů
- Třetí - 4 body
- Čtvrtý - 3 body
- Pátý - 2 body
- Šestý - 1 bod

## Velké ceny
| Datum        | Závod                         | Vítěz              | Vůz         | Výsledky |
| ------------ | ----------------------------- | ------------------ | ----------- | -------- |
| 15. květen   | Nürburgring                   | Kenny Bräck        | Lola T96/50 | Výsledky |
| 27. květen   | Grand Prix Pau                | Jörg Müller        | Lola T96/50 | Výsledky |
| 21. červenec | Gran Premio dell Mediterraneo | Marc Goossens      | Lola T96/50 | Výsledky |
| 28. červenec | Hockenheim                    | Kenny Bräck        | Lola T96/50 | Výsledky |
| 18. srpen    | BRDC International Trophy     | Kenny Bräck        | Lola T96/50 | Výsledky |
| 24. srpen    | Spa                           | Jörg Müller        | Lola T96/50 | Výsledky |
| 14. září     | Magny Cours                   | Marc Goossens      | Lola T96/50 | Výsledky |
| 21. září     | Estoril                       | Ricardo Zonta      | Lola T96/50 | Výsledky |
| 28. září     | Mugello                       | Ricardo Zonta      | Lola T96/50 | Výsledky |
| 13. říjen    | Hockenheim                    | Christophe Tinseau | Lola T96/50 | Výsledky |